# Pepparkragskivling
Pepparkragskivling (Stropharia pseudocyanea) är en svampart som först beskrevs av Jean Baptiste Desmazières, och fick sitt nu gällande namn av Andrew Price Morgan 1908. Pepparkragskivling ingår i släktet kragskivlingar och familjen Strophariaceae.  Arten är reproducerande i Sverige. Inga underarter finns listade i Catalogue of Life.